# Negredo (Guadalajara)
Negredo ist ein Ort und eine Gemeinde (municipio) mit 13 Einwohnern (Stand: 2024) im Nordwesten der Provinz Guadalajara in der Autonomen Gemeinschaft Kastilien-La Mancha in Zentralspanien. 

## Lage und Klima
Negredo liegt in einer Höhe von ca. 985 m in der Kulturlandschaft der Serranía. Die Entfernung zur südsüdwestlich gelegenen Provinzhauptstadt Guadalajara beträgt ca. 47 Kilometer (Fahrtstrecke). Das Klima ist gemäßigt bis warm; Regen (523 mm/Jahr) fällt übers Jahr verteilt.

## Bevölkerungsentwicklung
| Jahr      | 1970 | 1981 | 1991 | 2001 | 2011 | 2021 |
| Einwohner | 52   | 28   | 24   | 17   | 27   | 17   |

## Sehenswürdigkeiten
- Magdalenenkirche
- Marienkapelle